# Rapperswil (Berna)
Rapperswil es una comuna suiza del cantón de Berna, situada en el distrito administrativo del Seeland. Limita al norte con las comunas de Wengi bei Büren y Messen (SO), al este con Scheunen, Bangerten, Zuzwil y Deisswil bei Münchenbuchsee, al sureste con Münchenbuchsee, al sur con Grossaffoltern, y al oeste con Schüpfen.
Hasta el 31 de diciembre de 2009 situada en el distrito de Aarberg. Formada por las localidades de: Bittwil bei Rapperswil, Dieterswil, Frauchwil, Holzhüseren, Lätti, Moosaffoltern, Seewil bei Dieterswil, Vogelsang, Wierezwil y Zimlisberg. Además, desde el 1 de enero de 2013 incluye el territorio de la antigua comuna de Ruppoldsried.